# Le Brigand gentilhomme
Pour plus de détails, voir Fiche technique et Distribution.
Le Brigand gentilhomme est un film français réalisé par Émile Couzinet en 1942, sorti en 1943.

## Fiche technique
- Titre : Le Brigand gentilhomme
- Réalisation : Émile Couzinet, assisté de Joë Hamman
- Scénario : Émile Couzinet et Albert Dieudonné, d'après le roman d'Alexandre Dumas (El Salteador)
- Dialogues : Émile Couzinet
- Décors : René Renneteau
- Photographie : Hugo Scarciafico
- Son : André Le Baut
- Musique : René Sylviano
- Montage : Henriette Pinson
- Société de production : Burgus Films
- Lieu de tournage : Royan[2]
- Pays :  France
- Format :  Noir et blanc - 1,37:1 - 35 mm - son mono
- Genre :  Aventure[3]
- Durée : 98 minutes
- Date de sortie : 
  - France : 22 décembre 1943

## Distribution
- Jean Weber : Don Ramiro
- Michèle Lahaye : Dona Flor
- Robert Favart : Don Fernand de Torilhas
- Katia Lova : Ginesta
- Catherine Fonteney : Dona Mercedès
- Jean Périer : Don Velasquez de Haro
- Michel Vitold : Le roi Don Carlos
- Gaston Modot : Torribio
- Georges Péclet : Don Alvar
- Albert Rieux : Vicente
- Louis Florencie : Le moine
- Léon Bary : le capitaine des alguazils
- Raymond Narlay : le grand chambellan